# ナルハワールド
ナルハワールド（2003年11月5日 - ）は日本の女性アイドル。埼玉県出身。GANG PARADEのメンバーとして活動している。所属事務所はWACK。

## 略歴
2018年、音楽事務所WACKによる次世代のアイドル育成プロジェクトとして結成された、WAggのオーディションに合格。同年9月より活動を開始。
2019年3月に行われた「WACK合同合宿オーディション2019」にてWAggよりGANG PARADEへ昇格することが発表された。WAggから他グループにメンバーが昇格するのは初となった。同年5月26日、日比谷野外音楽堂で御披露目公演を開催。
2020年3月23日、同年4月から放送が開始されるABEMAの『今日、好きになりました。青い春編』に山田なる名義で出演することが発表された。また、合わせて個人InstagramとTik Tokのアカウントも開設された。
2020年3月28日、「WACK合同合宿オーディション2020」の最終日にGANG PARADEがGO TO THE BEDSとPARADISESの2ユニットに分裂することが発表され、ナルハワールドはPARADISESのメンバーとなった。
2021年2月8日、『今日、好きになりました。卒業編2021』へ継続メンバーとして参加することが発表された。
2021年10月2日、TOKYO IDOL FESTIVALにて、GO TO THE BEDSへの移籍が発表された。
2021年10月22日より学業に専念するため活動を休止していたが、2022年5月20日の GANG PARADE THE GREATEST SHOW TOUR 横浜公演で活動を再開した。
2023年3月25日、「WACK合同合宿オーディション2023」の最終日に新グループであるKiSS KiSSのメンバーとなった、GANG PARADEと並行して活動していく。

## 作品
PARADISESでの作品についてはPARADISESを参照

### 作詞
- Wonderful World
- 青い春
- お願い
- 消えないもの
- 優しい風に吹かれて

## 出演
PARADISESでの作品についてはPARADISESを参照

### インターネット配信
- ABEMA『今日、好きになりました。第26弾青い春編』（2020年4月6日 - 5月4日）[6]
- ABEMA『今日、好きになりました。第33弾卒業編2021』（2021年2月8日 - 3月15日）[10]

### YouTube
- 『Pre TV』不定期出演
- 『VANS SHOWDOWN -Highsox-』（2021年3月18日）

### イベント
- 「超FUJI-Q!2020」（2020年9月21日、 富士急ハイランド）
- 「超十代2021 PREMIUM」（2021年3月30日、豊洲PIT）
- 「シンデレラフェスVol.8オンライン」（2021年3月31日、さいたまスーパーアリーナ）

## 連載
- 「ナルハワールドのアイスクリームコラム」(scrambleにて連載。)